# George Cathcart
George Cathcart, född 12 maj 1794 i Renfrewshire, Skottland, död 5 november 1854 i Inkerman, Krim, Ryssland var en brittisk general och diplomat.

## Biografi
George Cathcart var son till William Cathcart, 1:a Earl Cathcart. Efter att ha fått sin utbildning i Eton och i Edinburgh fick han uppdrag vid livgardet 1810. År 1813 åkte han till Ryssland för att tjänstgöra som adjutant åt sin far, som var ambassadör och militärkommissionär. George Cathcart deltog vid striderna mellan den ryska och den franska armén 1813 och han följde den ryska armén genom Europa och kom in i Paris i mars 1814.
När Napoleon återvände 1815 tjänstgjorde Cathcart som adjutant för hertigen av Wellington och var närvarande vid striderna i Quatre Bras och Waterloo. Efter kriget fick han tjänst i den 7:e husarkåren och befordrades till överstelöjtnant 1826. Han gick sedan in i 57:e regementet 1828, den 8:e husarkåren 1830 och den 1:a dragongardet 1838 och befordrades till överste 1841.
Åren 1852-1853, hade han uppdrag som guvernör för Kapprovinsen i Sydafrika där han beviljade den första konstitutionen för kolonin, avslutade det 8:e Kapkriget och besegrade Basothos. År 1853 utsågs han till generaladjutant för styrkorna.
I början av Krimkriget utsågs han till befäl över 4:e infanteridivisionen. Den brittiska regeringen gav honom en "vilande kommission" som innebar att om något skulle hända med Lord Raglan, skulle Cathcart ta kommandot. Vid slaget vid Alma i september 1854 deltog hans division ej i strid och efter slaget vid Balaclava, där hans division kallades till strid, återkallades hans vilande uppdrag. Han rådde till en infanteriattack mot Sevastopol och tänkte att staden kunde intas, men förslaget avvisades av Lord Raglan.

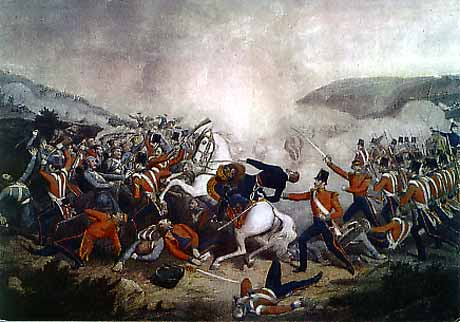
General Cathcarts död vid Inkerman.

Cathcart, som hade befäl över den 1:a brigaden under slaget vid Inkerman, där det rådde stor förvirring, blev tillsagd att "stödja gardet" och ledde sina män för långt och sköts genom hjärtat den 5 november 1854 när han stormade upp för en kulle med ett kompani av 50 man från 20:e regementet av Foot.